# Esen, Burgas
Esen (în bulgară Есен) este un sat în comuna Sungurlare, regiunea Burgas,  Bulgaria. 

## Demografie
Componența etnică a satului Esen
     Turci (6,49%)
     Bulgari (93,5%)
     Nicio identificare (0%)
     Altele (0%)
La recensământul din 2011, populația satului Esen era de 77 locuitori. Din punct de vedere etnic, majoritatea locuitorilor (93,5%) erau bulgari, cu o minoritate de turci (6,49%). Pentru 0,0% din locuitori nu este cunoscută apartenența etnică.